# Conura ferruginea
Conura ferruginea is een vliesvleugelig insect uit de familie bronswespen (Chalcididae). De wetenschappelijke naam is voor het eerst geldig gepubliceerd in 1804 door Fabricius.